# ミケア族
ミケア族(Mikea)はマダガスカル語族の園芸と馬の飼育をする民族で、マダガスカルの狩猟採集社会とよく描写される。彼らは南西マダガスカル沿岸部の針葉樹林と落葉性乾燥樹林が混ざったミケアの森に住んでいる。ミケア族は主にサカラヴァ人に起源を持つ。しかし、「サカラヴァ」は民族それ自体というよりも生活様式を表す。色々な種類のミケアがマダガスカル族の中に発見されている。ミケア族の家族野営は雨季には森周縁部で主要穀物を育て、乾季にはテンレクや他の獲物が多く住む森の中に移動する。ミケア族の集団は生活に必要な水の確保で、塊茎の粘液に強く依存している。ミケア族の生活は近くに住む漁民のヴェゾや農家兼牛・羊飼いのマシコロと相互依存で、彼らに森で捕まえたり栽培したものを提供している。多くのミケア族は時にゼブの放牧や他民族の畑の警備で収入を得ている。現在ではミケア族に古代のマダガスカルの狩猟採集社会の面影は残っていない。むしろ1800年代初頭に軍事衝突や重税、他の過酷な条件から森に逃げ込んだ人々の末裔である。ミケア族の生き方は村人や都市住民には、多くの神話や伝説を創造した先祖と同じ神秘的な民と認識されている。ミケア族は神秘的なマダガスカル島の原住民のヴァジンバと信じられているが、この見方を支える証拠は無い。約1500人がミケア族と識別されているが、多くのマダガスカル人はミケア族の集団が現在にも続いているとは信じていない。

## 民族の独自性
ミケア族は狩猟採集社会で農業は限定的にしかしない。ミケア族という名称はマダガスカルの特定民族よりも、この生活様式の人々に用いられる。マダガスカルの西～南西海岸に多くのミケア族集団が住んでおり、その多くがモロンベとトリアラの間の2500km²に広がるミケアの森に住んでいる。歴史的にミケア族の多くは北限のマンゴキー川と南限のフィヘレナナ川の間の地域に住んでいる。もう1つの主要集団はイホトリー湖の西と南西に住んでいる。これらのミケア族はサカラヴァ族の一部と典型的に考えられている。しかし、他の民族に起源を持つミケア族の人もいる。ミケア族という言葉は原則的に外部の人が彼らを識別するのに用い、自分達で使う事はあまり無い。多くのミケア族は家族の血統によってヴェゾ・ミケアやマシコロ・ミケアと自称する事を好む。

## 歴史

ミケア族の多くはトリアラとモロンベの間のミケアの森に住んでいる。.

ミケア族に初期の狩猟採集社会の面影は残っていない。ミケア族がいつ初めて森林居住や狩猟採集社会を始めたかは研究者の間でも不確かだが、ミケア族は最近設立された集団でしかないと結論付けている。現在のミケア族の人口の多くが、18～19世紀にメリナ王国やスカラヴァ軍からマシコロの森に避難した人々の子孫だと考えられている。フランス植民地の1901年の書類には、ミケア族と呼ばれる狩猟採集民族がマダガスカル島の南西部に住んでいると記述されている。ミケア族の人口は、フランス植民地法に抵抗したマダガスカルの1947年の日の出の時に急増したと考えられている。この時多くのマダガスカル人の家族が町や村を去り国中の森に隠れた。1950～60年代の石油開発は以前には手付かずだった南西の森に道を通す必要が生じた。これにより更に村人が森に入ってミケア族の生活様式に適応した。

## 社会
ミケア族は全てのマダガスカル国民と同じ国内法に従う必要があるが、実際には国内法では森に住む人々には政府及び社会機能が届いていない。ミケアの森で野営している人々には平等主義の自治政府が優先している。ここでは家族の最年長の男性が集団の主要決定権を持っている。これはメリナのように特定の家族集団に特別な社会的役割を与えるカースト制度の上に複雑な社会機構が被さった民族と対照的である。1991年には、推定1500人のマダガスカル人が原則的にミケアの森の周りでミケア式生活をしていた。この地域は降雨が少ない。ミケア族の人口は1950年代には数百人と推定されていたので、人口増加が見られる。森で食べ物を漁る人々の本当の人口を正確に推定するのは難しく、「ミケア族」という名称はとても柔軟で、食料漁りと季節性農業の割合は経済・環境状態によって大きく異なる。ミケア族は原始的で文明化されていないという印象から社会的汚名を着やすい。 ミケア族の住居と社会組織は隣人とも異なる。ミケア族の中には全人生を森の中で暮らす人々もいるが、他の人々は村や町でも暮らす。森の中に住んでいるが、ミケア族の集団は典型的に必要な資源の近くに野営するように季節で移動する。雨季にはミケア族は30～50人の集団で原始林の近くの新しく整地して植林した穀物畑の近くに住む。この集落の家は四角い棟のある屋根を持ち、マダガスカルの他の場所と同様に、木の幹の枠組みに茅葺屋根を乗せた物が一般的である。これらの家は宿営地に緩く配置される。雨季の野営は森の食料漁りの基地として3～5年用い、資源枯渇の前に新しい場所に移動する必要がある。4～5月までは作物の横の質素な草の家に住んで働き、その後幹の家に戻る。5～10月の乾季には野営は更に小さい集団に分かれ、森の更に深くに移住する。これは「バボ」という塊茎斑の近くに住む為であり、藁葺日除けと毛の避難所だけに住み、一部の人々は避難所に全く住まない。どちらの住居装備も無いようなものであり、ミケア族は主に白蟻の山の近くの砂や窪みで眠る。ミケア族は求める生活の質を得るために奮闘している。森は長い間彼らの基本的需要を満たして来たが、森林破壊や人口増加によって資源が足りなくなっている。加えて、ミケア族は自身の為により良い生活用品(例：服)を求めるようになっており、それは外部経済での商業や労働によってマダガスカル・アリアリ(現地通貨)を稼ぐ必要を生んでいる。教育や健康管理等の社会福祉を利用出来ない事により犠牲者が生じている。ミケアの森地区にはたった1つの診療所しかなく、入浴の為の水も得にくい為、結核やハンセン病、皮膚病等の割合はとても高い。

### 家族関係
ミケア族は特定の1～3つの主要血統を求めがちで、それぞれミケアの森の北方、南方、中央に繋がっている。殆どのミケア族がヴェゾやマシコロの村に親戚がいる。多くのミケア族の家族は南部・東部アフリカでよく見られる「ジヴァ」と呼ばれる冗談関係を築いており、マシコロのヴォヒツェ・ヴァノヴァト氏族は、この副氏族で家族的親密さの程度を示す。ミケア族の野営は家族集団で行われるのが典型的である。これらは老夫婦と結婚した息子、義理の娘、孫、未婚の子供達から成る。成人女性は結婚時に夫の家族の野営に移動するが、夫婦はよく夫や妻の野営で時間を過ごす。家族連合は「ファンデオ」という儀式を通して形成される。この儀式では男性は妻候補の家族に紹介され、彼女の両親の承諾が連合を合法化する。夫婦の子供達は妻の両親への贈り物をする事で合法化される。ミケア族の結婚では妻の兄弟と彼女の子供達の絆はとても強く、夫が合法化していない子供を養子にする事が一般的である。夫と妻の両方がいつでも離婚と再婚の権利を持っている。複婚も行われる。

### 宗教的関係
他のマダガスカル人と同様に、ミケア族の精神的信仰は先祖への崇拝から起こる。「アンドリアナジャナハリー」と呼ばれる創造神信仰も共有している。ミケア族の多くは様々な森の精霊(ココ)を信じており、森の聖域とされる場所と結び付いている。これらの場所は様々な儀式の舞台であり、仔羊が精神的で象徴的な特徴を持つ。最大の自然の精霊は森の主である「ンドリアナゾ」である。複数の野営地に拡大された家族集団は中央の僧侶である「ンピトカ・カゾマンガ」に統合される。彼は先祖に捧げる主要家族の儀式を司る。加えて、全ての野営地に少なくとも1人の「オンビアシー」(賢者)がおり、彼は祖先と魂の意思を伝え、結婚や割礼、祝福、先祖の儀式、葬式、そして「トロンバ」や「ビロ」と呼ばれる精神獲得儀式等の儀式で重要な役割を果たす。「シキディー」や他の神聖化の方法を行う者もおり、狩りや農業、野営の移動、他の日常生活の催事に精神的助言を与える。

## 文化
ミケア族は文化的・言語学的に漁業民族のヴェゾや、スカラヴァの氏族である農耕牧畜民族のマシコロに近い。伝統的な暮らし方のみが3つの集団を分かつ。ミケア族と祖先のヴァジンバ氏族の繋がりは強い。ヴァジンバは低身長や裸、余所者と距離を置く、自然環境と完全に調和する等の信仰を広めた。これらの証拠は出て来ていない。ミケア族はマダガスカルでは珍しく、人の歯や髪を用いた覆面制作で知られている。

### 踊りと音楽
音楽はミケア族の社会及び精神生活において重要な役割を果たす。特定の歌は様々な生活催事と儀式と結び付いている。例えば、「ハヴォアザ」(葬式)、「ビロ」(魔法で癒す儀式)、「トゥロンバ」(精神獲得)、「リンガ」(格闘技の試合)、「サヴァチー」(割礼の儀式)等である。殆どの音楽は歌で、笛や叫び声、歌以外の声の使用が加えられる。手拍子からジャンベ、「ランゴロ」(太鼓)に及ぶ打楽器も用いられる。巻貝の殻と「ジェジー・ラヴァ」(瓢箪の共鳴器に弦を張り弓で演奏)も演奏に用いられ、どちらの古代楽器もマダガスカルでは貴重になってきている。ミケア族の間では後者は男性が1人で演奏する。「マロヴァニー」(木箱のツィター)や「ヴァリハ」(竹筒のツィター)は貴重で高価な楽器であり、先祖に祈る特定の聖なる儀式に用いられる。マロヴァニーやヴァリハの演奏者は儀式音楽演奏に貢献すると「フォンバ」と呼ばれる通貨を受け取る。多くの歌はミケア族の日常生活で練習され続けてきた特定の踊りと儀式一緒に演奏される。

## 言語
ミケア族はマレー・ポリネシア語派のバリト語族(南ボルネオで話される)のマダガスカル語の方言を話す。ミケア族の方言はヴェゾやマシコロに近い。

## 経済
年間600mm以下の降雨しか無い乾燥した針葉樹林は、ミケア族の経済活動を大きく制限する。彼らが消費するほぼ全ての物は森から拾って来るが、平均的なミケア族は1日の必要な食料を得るのに多くとも2時間で済む。彼らの主要食糧は塊茎で、特に乾季には他の食物が得にくくなる。 大人と子供達は性別を問わず、「アンツォロ」と呼ばれる金属を塗した掘る棒と、「キパオ」と呼ばれる掘る椀を用いて掘る。澱粉質の「オヴィー」の塊茎は食べる前に焼いたり茹でられる。その間、ミケア族は水っぽい「バボ」(バボホとも言う)を水分補給や他の食物を茹でるのに用いる。「タヴォロ」の塊茎は地面で乾かして粉にする事で、村の市場で売れる。ミケア族は雨季にはメロンや蜂蜜等の森の果物も集める。特に後者はミケア族の重要な収入源である。 雨季に水を得るために、ミケア族は中身をくり抜いた丸太で屋根から落ちる雨水を貯める。もしくは、水を人力や瘤牛が引くワゴンで運ぶ。 冷たい乾季にはミケア族は水を吸った「バボ」の塊茎を消費する。可能ならば自然もしくは人口の井戸から水を飲む。主要な蛋白源は鳥やテンレクである。ミケア族は全員で一年中広く分布する小さなテンレク(「タンボトゥリカ」と呼ばれ0.4kg程)を殺す為に棍棒を使う。大きなテンレク(「タンドゥラカ」と呼ばれ2～3kg程)は主に雨季に捕える。狐猿や野猫、時には猪も狩ったり罠にかける。亀や齧歯動物は吹き矢や槍、犬を用いて捕まえる。塩湖では留め金や糸を用いて魚を捕まえる。ミケア族の一部は食用や市場で売る為に山羊、鶏、ホロホロ鳥を育てる。木の実も蛋白質補給に用いられる。ミケア族の中心作物は玉蜀黍で、マダガスカルには1890年代に持ち込まれた。時にはマニオク(キャッサバ)も育てる。乾季には新しい玉蜀黍畑を切り開き、10月に収穫する。農業は現地語では「ハツァキー」であり、11～12月に雨が降り始める。この玉蜀黍は3ヶ月後に収穫され、雨季に消費される。余りは乾かして売り、一部は翌年の植え付けや消費に貯蔵する。玉蜀黍をミケア族から集める貿易業者は国際貿易によって大きな利益を上げている。ミケア族は近くのマシコロ族とヴェゾ族と共存関係にある。ミケア族は基本的に森で食物を拾うが、季節の作物も育てる。ミケア族は織物や育てた食用動物を毎週のヴェゾやマシコロの市場で売り、そのお金で服や薬等森で拾えない物を入手する。ミケア族の中には一時的に地元の村やモロンベの町に移住する者もいる。ヴェゾやマシコロに雇われ、村人の為に森の木や他のミケア族の玉蜀黍畑を獲得し、村人の家畜を守る事もある。時には給料に加えて、もしくは給料の代わりにゼブを複数匹得る事もある。これらは富の形として見られ、食べられるよりも祖先の儀式の生贄になる事が多い。雨季はミケア族が最も森での物拾いを離れて村での労働や玉蜀黍栽培をする時期である。この時期はマシコロやヴェゾの村人が最も森に玉蜀黍を育てに行く時期でもある。